# Di truyền phân tử
Di truyền phân tử (tiếng Anh: Molecular genetics) là một lĩnh vực sinh học nghiên cứu cấu trúc và chức năng của gen ở cấp độ phân tử và do đó sử dụng các phương thức của cả sinh học phân tử và di truyền học. Việc nghiên cứu nhiễm sắc thể và biểu hiện gen của một sinh viên có thể giúp có cái nhìn sâu hơn về di truyền, biến dị di truyền, và đột biến sinh học. Việc này rất có ích trong việc nghiên cứu sinh học phát triển và trong việc tìm hiểu và điều trị các bệnh di truyền.